# Jakovlev Jak-100
Jakovlev Jak-100 (původně označován jako Jak-22, rusky Як-22, Як-100) byl jednomotorový sovětský transportní vrtulník zkonstruovaný konstrukční kanceláří (OKB) Jakovlev v roce 1948. Postaveny byly 2 prototypy.

## Vývoj a konstrukce
V roce 1947 vypsalo velení sovětského letectva výběrové řízení na výrobu třímístného vrtulníku, který měl sloužit ke spojovacím a transportním účelům. Vzorem byl úspěšný americký vrtulník Sikorsky R-5 (H-5). Vývojem byli pověření tři letečtí konstruktéři – Ivan Pavlovič Bratuchin vyvinul typ Bratuchin B-11, Alexandr Sergejevič Jakovlev stroj Jakovlev Jak-100 a Michail Leontějevič Mil vrtulník GM-1 (budoucí Mil Mi-1).
Vrtulník Jak-100 byl navenek velmi podobný americkému stroji Sikorsky H-5 (R-5, Sikorsky S-51), byl klasické koncepce s jedním hlavním rotorem a jedním vyrovnávacím ocasním rotorem. Pohon zajišťoval jeden motor Ivčenko AI-26GRFL s maximálním výkonem 575 hp. Posádka měla v proskleném kokpitu vynikající výhled. První prototyp prodělal první let v roce 1948, druhý prototyp s několika úpravami o rok později.
V červnu 1950 byly dokončeny tovární letové zkoušky, vrtulník splnil úspěšně i státní leteckou atestaci a byl doporučen Státní komisí pro sériovou výrobu. K té nedošlo, sovětská vláda rozhodla o sériové výrobě obdobně výkonného a o něco rychleji zkonstruovaného typu Mil Mi-1, který se stal první sériově vyráběnou helikoptérou v Sovětském svazu.

## Specifikace
Data z: Aviastar.org

### Technické údaje
- Průměr hlavního rotoru: 14,5 m
- Průměr ocasního rotoru: 2,6 m
- Délka: 13,91 m
- Prázdná hmotnost:[pozn. 1] 1 805 kg
- Vzletová hmotnost: 2 180 kg
- Pohon: 1× radiální motor Ivčenko AI-26GRFL, výkon 575 hp
- Posádka: 1-2

### Výkony
- Maximální rychlost: 170 km/h
- Dolet: 325 km
- Dostup: 5 250 m